# Cliff Coleman
Pour les articles homonymes, voir Coleman.
Cliff Coleman est un champion américain de yo-yo et un skateboarder professionnel.
Pionnier du skateboard en Californie et champion de slalom, il est considéré comme l'inventeur d'une technique de freinage dérapé (Coleman slide) au milieu des années 1970, rendant possible de nouveaux terrains de pratique (pentes raides, routes avec tournants ou circulation automobile) et devenant une technique fondamentale de la discipline de descente (downhill).
Il a inventé la diapositive Coleman et a été présenté dans le magazine Thrasher, il a même été inclus dans leur édition spéciale du vingt-cinquième anniversaire.En 2000, Coleman a remporté le National Achievement Award au US National Yo-Yo Museum lors du US National Yo-Yo Contest pour ses efforts visant à améliorer le sport et l'industrie du yo-yoing. 

## Astuces inventées
- Derrière le triple ou rien

- Oiseau à la main

- Brad (trapèze AKA à une main)

- Houdini Drop (créé par Cliff Coleman, nommé par Mark McBride)

- Johnny au coin de la rue sur le trapèze

- Trapèze du tunnel Sous le trapèze des jambes

## Réalisations
Musée national américain Yo-Yo; Le prix national d'excellence : 2020